# Yoel Romero
Yoel Romero Palacio, född 30 april 1977 i Pinar del Río, är en kubansk MMA-utövare och fristilsbrottare som tog OS-silver i mellanviktsbrottning 2000 i Sydney.
Romero gjorde sin debut inom MMA 2009 och 2013–2020 tävlade han i organisationen Ultimate Fighting Championship.

## Tävlingsfacit (MMA)
| Resultat | Facit | Motståndare       | Metod                   | Evenemang                               | Datum             | Rond | Tid  | Plats                        | Notering                        |
| -------- | ----- | ----------------- | ----------------------- | --------------------------------------- | ----------------- | ---- | ---- | ---------------------------- | ------------------------------- |
| Vinst    | 1–0   | Sascha Weinpolter | TKO (slag)              | Fight of the Night 2009                 | 20 december 2009  | 1    | 0:48 | Nürnberg, Tyskland           |                                 |
| Vinst    | 2–0   | Michał Fijałka    | TKO (hörnan bryter)     | IFF: The Eternal Struggle               | 8 oktober 2010    | 3    | 4:05 | Dabrowa Gornicza, Polen      |                                 |
| Vinst    | 3–0   | Ņikita Petrovs    | TKO (hörnan bryter)     | SFC 4: MMA Fight Night                  | 5 mars 2011       | 1    | 2:58 | Giessen, Tyskland            |                                 |
| Vinst    | 4–0   | Laszlo Eck        | KO (slag)               | Fight of the Night 2011                 | 27 maj 2011       | 1    | 0:33 | Greding, Tyskland            |                                 |
| Förlust  | 4–1   | Rafael Cavalcante | KO (slag)               | Strikeforce: Barnett vs. Kharitonov     | 10 september 2011 | 2    | 4:51 | Cincinnati, OH, USA          |                                 |
| Vinst    | 5–1   | Clifford Starks   | KO (knä och slag)       | UFC on Fox: Henderson vs. Melendez      | 20 april 2013     | 1    | 1:32 | San Jose, CA, USA            |                                 |
| Vinst    | 6–1   | Ronny Markes      | KO (slag)               | UFC: Fight for the Troops 3             | 6 november 2013   | 3    | 1:39 | Fort Campbell North, KY, USA |                                 |
| Vinst    | 7–1   | Derek Brunson     | TKO (slag och armbågar) | UFC Fight Night: Rockhold vs. Philippou | 15 januari 2014   | 3    | 3:23 | Duluth, GA, USA              |                                 |
| Vinst    | 8–1   | Brad Tavares      | Domslut (enhälligt)     | UFC on Fox: Werdum vs. Browne           | 19 april 2014     | 3    | 5:00 | Orlando, FL, USA             |                                 |
| Vinst    | 9–1   | Tim Kennedy       | TKO (slag)              | UFC 178                                 | 27 september 2014 | 3    | 0:58 | Las Vegas, NV, USA           |                                 |
| Vinst    | 10–1  | Lyoto Machida     | KO (armbågar)           | UFC Fight Night: Machida vs. Romero     | 27 juni 2015      | 3    | 1:38 | Hollywood, FL, USA           |                                 |
| Vinst    | 11–1  | Ronaldo Souza     | Domslut (delat)         | UFC 194                                 | 12 december 2015  | 3    | 5:00 | Las Vegas, NV, USA           |                                 |
| Vinst    | 12–1  | Chris Weidman     | TKO (knä och slag)      | UFC 205                                 | 12 november 2016  | 3    | 0:24 | New York, NY, USA            |                                 |
| Förlust  | 12–2  | Robert Whittaker  | Domslut (enhälligt)     | UFC 213                                 | 8 juli 2017       | 5    | 5:00 | Las Vegas, NV, USA           | Interimtitelmatch i mellanvikt. |
| Vinst    | 13–2  | Luke Rockhold     | KO (slag)               | UFC 221                                 | 11 februari 2018  | 3    | 1:48 | Perth, Australien            |                                 |
| Förlust  | 13–3  | Robert Whittaker  | Domslut (delat)         | UFC 225                                 | 9 juni 2018       | 5    | 5:00 | Chicago, IL, USA             |                                 |
| Förlust  | 13–4  | Paulo Costa       | Domslut (enhälligt)     | UFC 241                                 | 17 augusti 2019   | 3    | 5:00 | Anaheim, CA, USA             | Fight of the Night              |
| Förlust  | 13–5  | Israel Adesanya   | Domslut (enhälligt)     | UFC 248                                 | 7 mars 2020       | 5    | 5:00 | Las Vegas, NV, USA           | titelmatch i mellanvikt.        |